# Stade beaucairois Football Club
L'article Stade beaucairois Football Club ne citait aucune source et semblait impossible à vérifier.
Cependant, le problème semble être réglé, car le bandeau {{vérifiabilité}} a été retiré de l'article.
Si ce n'est pas le cas, il faut enlever le paramètre ok de ce modèle, ({{Instructions NV}}), et rétablir le bandeau {{vérifiabilité}} sur l'article.
Actualités
Le Stade beaucairois Football Club, abrégé en Stade beaucairois FC est un club de football français situé à Beaucaire et fondé en 1908 sous le nom de Stade beaucairois.
Bien qu'étant un des plus vieux clubs du Gard, le club beaucairois n'a jamais réussi à s'imposer au niveau national. En effet, il faut attendre le début des années 1980 pour voir le club accéder pour la première fois de son histoire à une division nationale (Division 4), et ce pour seulement trois saisons. Ce n'est qu'à partir de 1993 que le Stade beaucairois, entraîné par Michel Estevan, montre réellement sa valeur, gravissant les échelons lentement, pour atteindre en 2003, le championnat National (3e division française). Après avoir terminé à la dernière place du championnat, le club connaît deux relégations administratives d'affilée. Alors qu'il avait changé de nom en 2004 pour devenir le Beaucaire Olympique, le club retrouve son nom originel en 2008 lors du centenaire du club.
En 2023, devenu le Stade beaucairois 30 auparavant, le club fusionne avec le deuxième club de la ville, l'Espoir Football Club beaucairois pour devenir le Stade beaucairois Football Club.
Le club évolue au stade Philibert Schneider en National 3 depuis la saison 2018-2019 après avoir fini 1er de son groupe de Division d'Honneur en 2018.

## Histoire
Le Stade beaucairois est fondé en 1908, mais doit attendre 1974 pour enfin se montrer à un bon niveau régional en jouant la finale de Division d'Honneur Sud-est contre l'AS Mazargues[réf. nécessaire].
Après avoir gravi les échelons nationaux, le club gardois termine en 2002 à la 2e du Groupe B de CFA et accède au National. Malheureusement, le club n'y reste qu'une saison et est relégué en CFA dès la saison suivante après avoir terminé bon dernier de National, puis est rétrogradé administrativement en CFA 2 pour la saison 2003-2004.
En 2004 le club termine 14e du groupe E de CFA 2 et est relégué en Division d'Honneur puis en Division d'Honneur Régionale pour des raisons administratives, les dirigeants décident alors de changer le nom du club pour effacer ce sombre passé et le Stade beaucairois devient le Beaucaire Olympique. Mais en 2008 lors du centenaire du club les dirigeants reviennent sur cette décision et se réapproprie l'ancien nom du club.

### Nouvelles ambitions
En 2015, Xavier Mouret qui est joueur et par la suite éducateur dans toutes les catégories de jeunes alors âgé de 26 ans prend la présidence de Georges Cornillon.
Beaucaire retrouve le championnat de DH Languedoc en 2017 puis en 2018 remporte ce dernier lui permettant de retrouver pour la première fois depuis 14 ans le National 3 2018-2019. Lors de la saison 2022-2023 de National 3, l'équipe sénior termine à la 3ème place du championnat derrière le promu de la réserve du Toulouse Football Club.
À l'issue de cette même saison, après avoir connu des différents durant huit années, les deux clubs de football de Beaucaire fusionnent avec pour objectif "Destination National 2027" désignant l'ambition de rejoindre le troisième échelon national mais également de pérenniser l'équipe de Futsal en deuxième division ainsi que de permettre aux féminines de monter en D3 d'ici 2027. L’autre volet est social, les objectifs sont multiples : le socio-professionnel, les formations, les diplômes. La fusion du club de Xavier Mouret et celui de l'ancien joueur professionnel Johnny Ecker est effective pour la saison 2023-2024.

## Image et identité

### Noms
| \| \| \| \| \| \| \| \| \| \| \| Stade beaucairois (1908-2004) \| \| \| \| \| \| \| \| \| \| \| \| \| \| \| \| \| \| \| \| \| \| \| \| \| \| \| \| \| \| \| \| \| \| \| \| \| \| \| \| \| \| \| \| \| \| \| \| \| \| \| \| \| \| Beaucaire Olympique (2004-2008) \| \| \| \| \| \| \| \| \| \| \| \| \| \| \| \| \| \| \| \| \| \| \| \| \| \| \| \| \| \| \| \| \| \| \| \| \| \| \| \| \| \| \| \| Espoir Football Club beaucairois (2015-2023) \| Espoir Football Club beaucairois (2015-2023) \| Espoir Football Club beaucairois (2015-2023) \| Espoir Football Club beaucairois (2015-2023) \| Espoir Football Club beaucairois (2015-2023) \| Espoir Football Club beaucairois (2015-2023) \| \| \| Stade beaucairois 30 (2008-2023) \| Stade beaucairois 30 (2008-2023) \| Stade beaucairois 30 (2008-2023) \| Stade beaucairois 30 (2008-2023) \| Stade beaucairois 30 (2008-2023) \| Stade beaucairois 30 (2008-2023) \| \| \| \| \| \| \| \| \| \| \| \| \| \| Espoir Football Club beaucairois (2015-2023) \| Espoir Football Club beaucairois (2015-2023) \| Espoir Football Club beaucairois (2015-2023) \| Espoir Football Club beaucairois (2015-2023) \| Espoir Football Club beaucairois (2015-2023) \| Espoir Football Club beaucairois (2015-2023) \| \| \| Stade beaucairois 30 (2008-2023) \| Stade beaucairois 30 (2008-2023) \| Stade beaucairois 30 (2008-2023) \| Stade beaucairois 30 (2008-2023) \| Stade beaucairois 30 (2008-2023) \| Stade beaucairois 30 (2008-2023) \| \| \| \| \| \| \| \| \| \| \| \| \| \| \| \| \| \| \| \| \| \| \| \| Stade beaucairois Football Club (2023-Aujourd’hui) \| \| \| \| \| \| \| \| \| \| \| \| \| \| \| \| |                                              |                                              |                                              |                                              |                                              |  |  |                                  |                                  |                                                    |                                  |                                  |                                  |  |  |  |  |  |  |  |  |  |  |  |  |
| |                                              |                                              |                                              |                                              |                                              |  |  |                                  |                                  | Stade beaucairois (1908-2004)                      |                                  |                                  |                                  |  |  |  |  |  |  |  |  |  |  |  |  |
| |                                              |                                              |                                              |                                              |                                              |  |  |                                  |                                  |                                                    |                                  |                                  |                                  |  |  |  |  |  |  |  |  |  |  |  |  |
| |                                              |                                              |                                              |                                              |                                              |  |  |                                  |                                  | Beaucaire Olympique (2004-2008)                    |                                  |                                  |                                  |  |  |  |  |  |  |  |  |  |  |  |  |
| |                                              |                                              |                                              |                                              |                                              |  |  |                                  |                                  |                                                    |                                  |                                  |                                  |  |  |  |  |  |  |  |  |  |  |  |  |
| Espoir Football Club beaucairois (2015-2023) | Espoir Football Club beaucairois (2015-2023) | Espoir Football Club beaucairois (2015-2023) | Espoir Football Club beaucairois (2015-2023) | Espoir Football Club beaucairois (2015-2023) | Espoir Football Club beaucairois (2015-2023) |  |  | Stade beaucairois 30 (2008-2023) | Stade beaucairois 30 (2008-2023) | Stade beaucairois 30 (2008-2023)                   | Stade beaucairois 30 (2008-2023) | Stade beaucairois 30 (2008-2023) | Stade beaucairois 30 (2008-2023) |  |  |  |  |  |  |  |  |  |  |  |  |
| Espoir Football Club beaucairois (2015-2023) | Espoir Football Club beaucairois (2015-2023) | Espoir Football Club beaucairois (2015-2023) | Espoir Football Club beaucairois (2015-2023) | Espoir Football Club beaucairois (2015-2023) | Espoir Football Club beaucairois (2015-2023) |  |  | Stade beaucairois 30 (2008-2023) | Stade beaucairois 30 (2008-2023) | Stade beaucairois 30 (2008-2023)                   | Stade beaucairois 30 (2008-2023) | Stade beaucairois 30 (2008-2023) | Stade beaucairois 30 (2008-2023) |  |  |  |  |  |  |  |  |  |  |  |  |
| |                                              |                                              |                                              |                                              |                                              |  |  |                                  |                                  | Stade beaucairois Football Club (2023-Aujourd’hui) |                                  |                                  |                                  |  |  |  |  |  |  |  |  |  |  |  |  |

### Couleurs et maillots
Les couleurs du clubs sont le bleu et le blanc.
L'équipementier visible lors de la saison 2022-2023 est Macron.

### Logos

Avant 2004
2004-2008
2008-2016
2016-2023
2023-

## Palmarès et records
À l'issue de la saison 2017-2018, le Stade beaucairois 30 totalise 1 participation en National.
Le tableau ci-dessous récapitule tous les matchs officiels disputés par le club dans les différentes compétitions nationales à l'issue de la saison 2017-2018 :
| Championnats                 | Saisons | Titres | J   | G   | N   | P   | Bp  | Bc  | Diff |
| National                     | 1       | 0      | 38  | 3   | 8   | 27  | 26  | 80  | -54  |
| Division 4/National 2/CFA    | 9       | 0      | 282 | 115 | 78  | 89  | 436 | 386 | +50  |
| National 3/CFA 2             | 4       | 0      | 108 | 49  | 32  | 27  | 142 | 97  | +45  |
| Division d'Honneur           | 25      | 4      | 471 | 187 | 106 | 178 | 738 | 750 | -12  |
| Division d'Honneur Régionale | 13      | 3      | 219 | 95  | 52  | 72  | 369 | 316 | +53  |
| Autres divisions             | 6       | -      | -   | -   | -   | -   | -   | -   | -    |
| Coupes nationales            | Saisons | Titres | J   | G   | N   | P   | Bp  | Bc  | Diff |
| Coupe de France              | 11      | 0      |     |     |     |     |     |     |      |

### Palmarès
Le palmarès du club se compose de deux titres de champion du Languedoc-Roussillon et de deux titres de champion du Sud-Est.
| Compétitions nationales | Compétitions régionales |
| - Championnat de France D3 (National) - Meilleur classement : 20e en 2003 - Championnat de France D5 (National 3) - Vice-champion : 1996 | - Championnat du Languedoc Roussillon (Division d'Honneur) (2) - Champion : 1993, 2018 - Championnat du Sud-Est (Division d'Honneur) (2) - Champion : 1938, 1974 - Coupe du Languedoc-Roussillon (1) - Vainqueur : 1995 |

## Structures du club
| \| Stade Philibert Schneider \| Emplacement des stades à Beaucaire. |
| Stade Philibert Schneider                                           |

### Stades
Le stade principal du club est le stade Philibert Schneider à Beaucaire qui bénéficie d'une capacité de 2000 places.

### Aspects juridiques et économiques
Organigramme
| Direction                 | Sportif |
| ------------------------- | ------- |
| Président : Xavier Mouret |         |

## Joueurs et personnalités

### Entraîneurs et présidents
| Rang | Nom                  | Période              |
| ---- | -------------------- | -------------------- |
| ?    | Alain Dessons        | 1978-1979            |
| ?    | René Exbrayat        | 1984-1986            |
| ?    | Michel Estevan       | 1991-2002            |
| ?    | Christian Poussardin | Juil. 2002-oct. 2002 |
| ?    | Patrick Aussems      | Oct. 2002-juil. 2003 |
| ?    | Yves Herbet          | 2003-2004            |
| ?    | Damien Lupi          | Juil. 2006-déc. 2006 |
| ?    | Youssef Bouzar       | 2009-2011            |
| ?    | Denis Jouanne        | Juin 2011-déc. 2011  |
| ?    | Sofyan Carletta      | 2018 -               |

## Autres équipes
Les équipes de jeunes évoluent aux niveaux Régional de la Ligue d'Occitanie et du district du Gard-Lozère.
Le Stade Beaucairois Football Club est le club bénéficiant de la plus grande capacité de licenciées de la région Occitanie.

### Section futsal
En 2021, le Stade beaucairois accueille en son sein le Beaucaire Futsal, qui devient sa section futsal.
En fin de saison, terminée à la septième place de D2, l'équipe est rétrogradée en Championnat régional de Ligue lors de la saison 2022-2023 à la suite du forfait de son équipe réserve, obligatoire à ce niveau, qui « annihilerait le principe d’équité vis-à-vis des efforts engagés par tous les autres
clubs de la division ».
À l'issue de la saison 2022-2023, l'équipe retrouve le Championnat de France de futsal de deuxième division.